# Anodendron axillare
Anodendron axillare är en oleanderväxtart som beskrevs av Elmer Drew Merrill. Anodendron axillare ingår i släktet Anodendron och familjen oleanderväxter. Inga underarter finns listade i Catalogue of Life.